# Schloss Ziegenberg

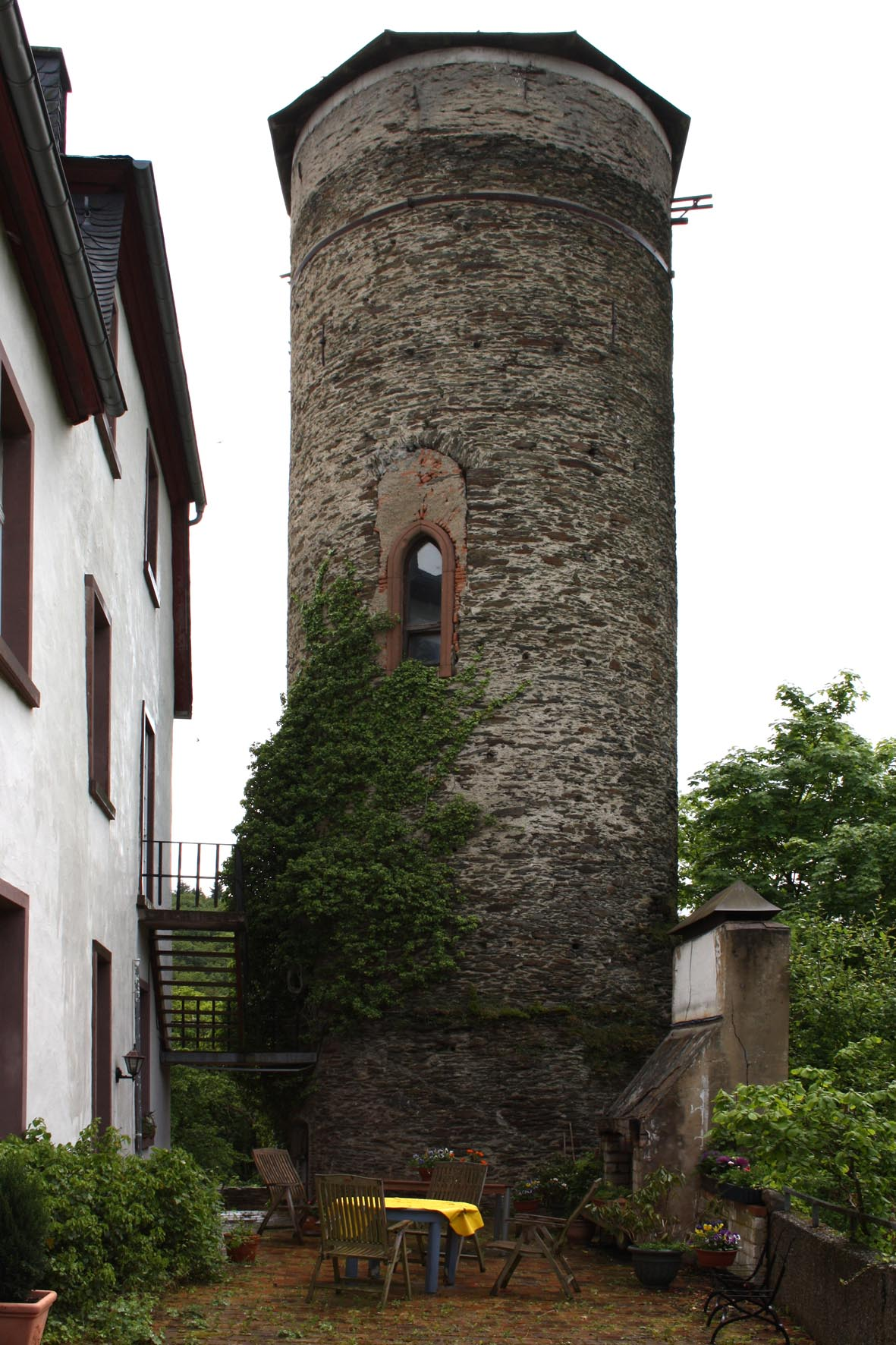
Bergfried (2010)

Das Schloss Ziegenberg ist ein Schloss auf einem Bergsporn links des Flusses Usa oberhalb des Ortsteiles Langenhain-Ziegenberg der Gemeinde Ober-Mörlen im Wetteraukreis in Hessen. Bei dem Barockschloss handelt es sich um eine rechtwinklige, zweiflüglige Anlage. Von der ehemaligen mittelalterlichen Burg ist heute nur noch der Bergfried vorhanden.

## Geschichte

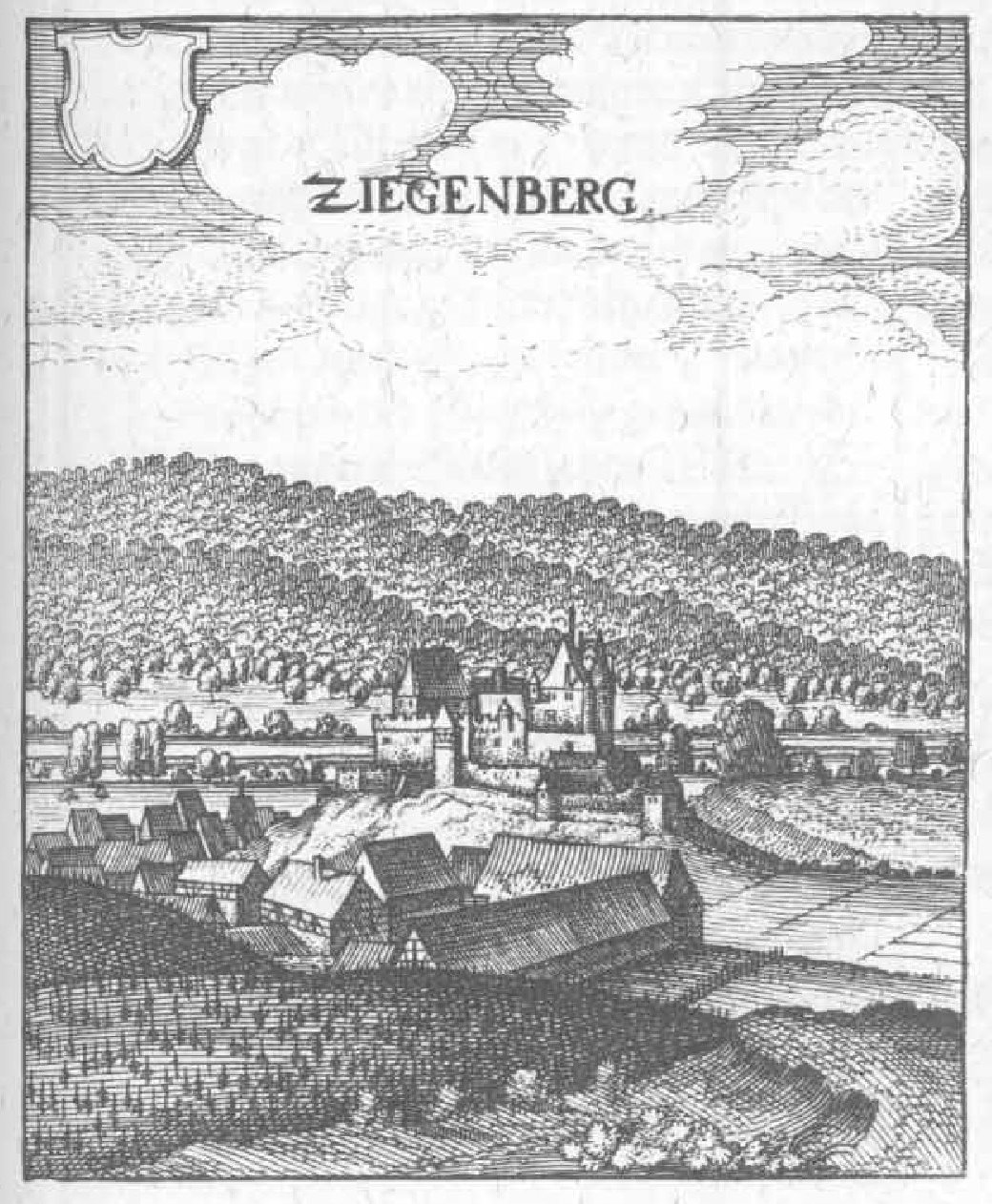
Ziegenberg; in der Topographia Hassiae von Matthäus Merian (1655)

Die Mörler Mark, zu der auch Ziegenberg gehörte, kam 1356 als Erblehen der Herren von Eppstein an die Herren von Falkenstein. Im Reichskrieg von 1365/1366 gegen Philipp VI. von Falkenstein wurde ein wohl noch von den Herren von Eppstein erbauter „Turm“ von Frankfurter Truppen erobert. Vermutlich anstelle dieser Wehranlage ließen die Herren von Falkenstein ab 1367 eine neue Burg erbauen. Diese wurde urkundlich erstmals 1388 erwähnt.
Nach dem Aussterben der Herren von Falkenstein fiel die Burg gemäß dem Butzbacher Vertrag vom 24. Mai 1419 an die Herren von Eppstein-Münzenberg. Die Brüder Gottfried und Johann von Eppstein-Münzenberg verkauften sie 1478 an den Grafen Philipp I. von Katzenelnbogen. Mit dessen Tod im Jahre 1479 starben die Grafen von Katzenelnbogen im Mannesstamm aus, und die Burg kam im Erbgang durch die Heirat seiner Tochter Anna an Landgraf Heinrich III. von Hessen-Marburg, und schließlich im Jahr 1500 an die Landgrafschaft Hessen-Kassel. Landgraf Wilhelm II. gab die Burg mit Zubehör als landgräfliches Lehen, und zwar in männlicher, eventualiter auch weiblicher Erbfolge, 1506 an Jost von Drachsdorf (auch Draxdorf oder Traxdorf), den landgräflich-hessischen Amtmann zu Eppstein, dann 1514–1519 Oberamtmann der Niedergrafschaft Katzenelnbogen und schließlich hessischen Hofmeister und Rat. Das Lehen beinhaltete auch das Tal Ziegenberg mit dem Mühlenbann und sonstigen Zubehörungen, ferner Gefälle zu Wernborn, Pfaffenwiesbach, Langenhain und Fauerbach. Der Landgraf, dem Drachsdorf dafür sein Lehnsgut in Veckerhagen und die Zusage über ein Manngeld zurückgegeben hatte, behielt sich bestimmte Rechte vor, darunter das Recht, das Lehen mit 2500 Gulden zu lösen, aber von diesem Lösungsrecht wurde niemals Gebrauch gemacht.
Drachsdorfs Schwiegersohn Konrad (Kurt) Diede zum Fürstenstein setzte den Ausbau des Ziegenberger Besitzes zielstrebig fort. Er hatte 1540 Ottilia, die Tochter des bereits 1529 verstorbenen Jost von Drachsdorf, geheiratet und erwarb im Jahre 1557, nach dem Tode der Söhne des Jost von Drachsdorf – teils als Erbteil seiner Gemahlin, teils durch Zahlung von 4000 Reichstalern an seine Schwäger Philipp und Marsilius von Reifenberg – den alleinigen Besitz von Ziegenberg. Sein Nachfahre Hans Eitel Diede zum Fürstenstein, von 1745 bis 1748 Burggraf zu Friedberg, ließ um 1747 die Burg in ein Barockschloss umbauen. Mit dem Tod von Wilhelm Christoph Diede zum Fürstenstein 1807 starb die Familie aus, und durch Erbgang kam die Anlage an die Grafen von Rantzau. Diese verkauften sie 1896 an die Frankfurter Familie Passavant-Gontard, die die Anlage als Sommerresidenz nutzte.
1937/1938 trat die Familie die Anlage an das Deutsche Reich ab. Die Wehrmacht errichtete ab 1939 in der Anlage umfangreiche Bunkeranlagen (siehe Führerhauptquartier Adlerhorst). Im September 1944 wurde von hier aus die Ardennenoffensive durch Generalfeldmarschall von Rundstedt geleitet. Im März 1945 wurde das Schloss durch amerikanische Jagdbomber weitestgehend zerstört.
Teilweise wiederhergestellt, erfolgte 1992/1993 ein vollständiger Umbau der Anlage zu Eigentumswohnungen.